# Catoblepia
Catoblepia är ett släkte av fjärilar. Catoblepia ingår i familjen praktfjärilar.

## Bildgalleri

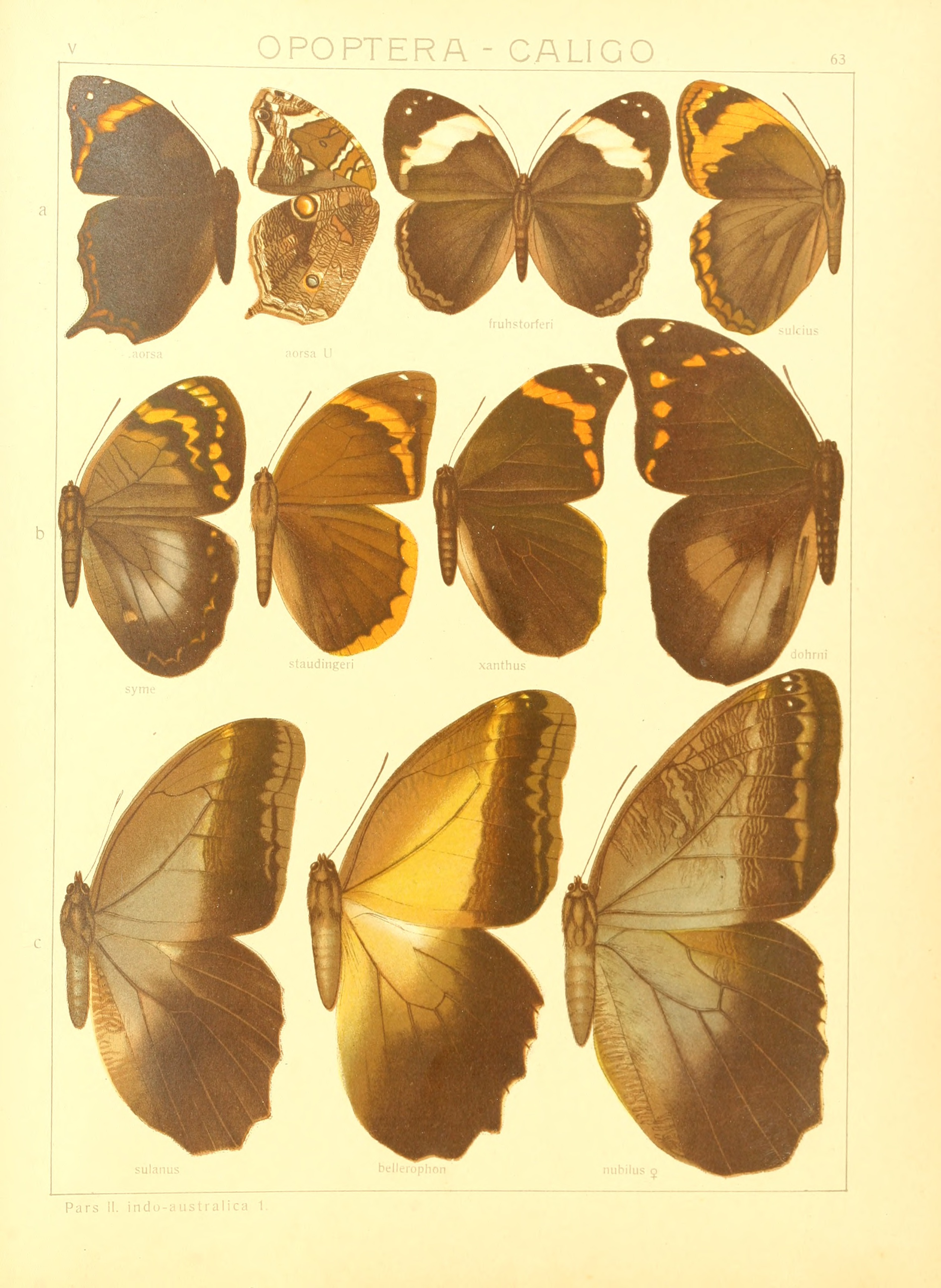
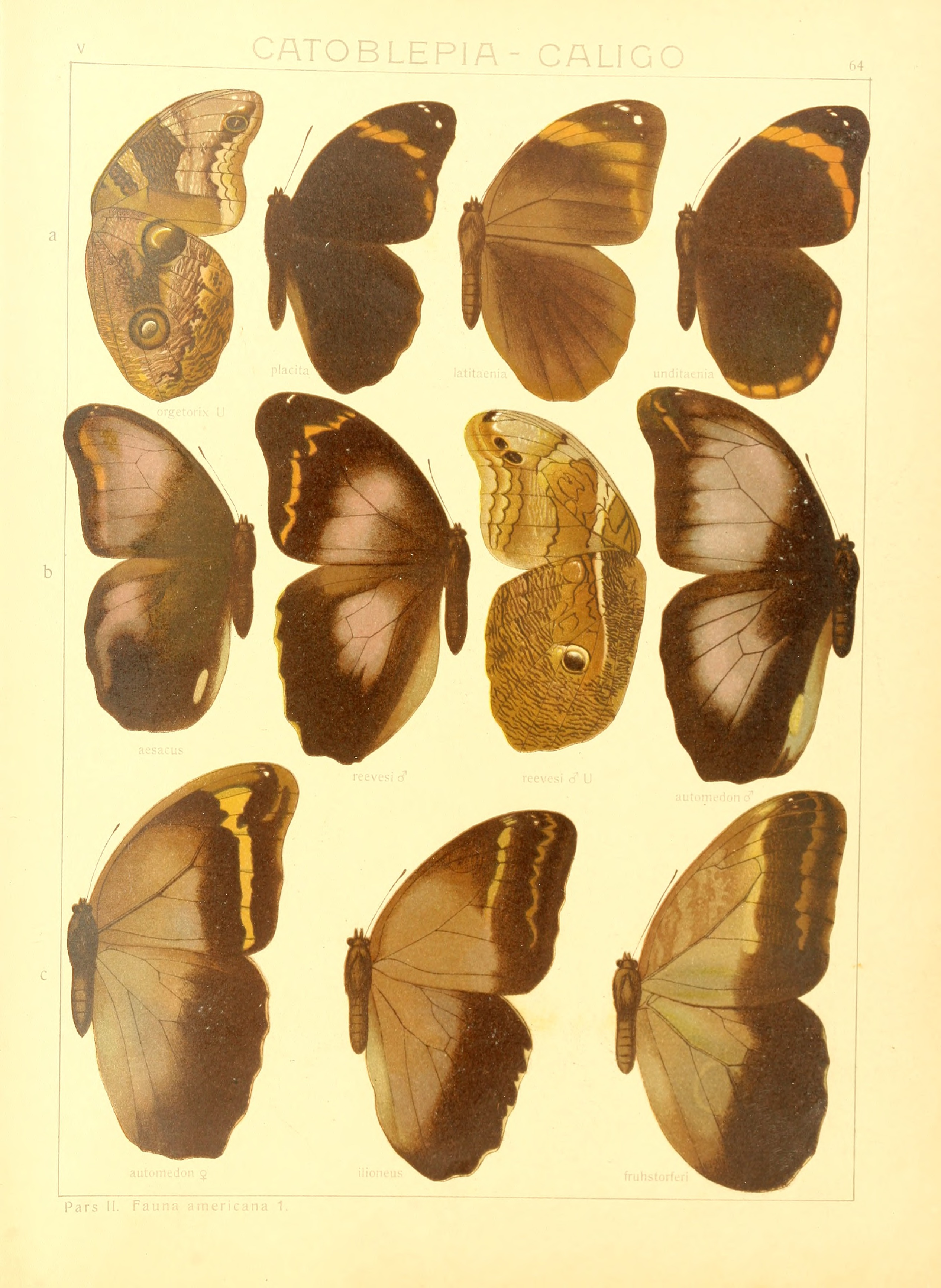

## Dottertaxa tillCatoblepia, i alfabetisk ordning[1]
- Catoblepia adjecta
- Catoblepia amphirhoë
- Catoblepia angusta
- Catoblepia belisar
- Catoblepia berecynthia
- Catoblepia berecynthina
- Catoblepia buenavista
- Catoblepia cyparissa
- Catoblepia dohrni
- Catoblepia flemmingi
- Catoblepia generosa
- Catoblepia guinensis
- Catoblepia hewitsoni
- Catoblepia latitaenia
- Catoblepia luxuriosa
- Catoblepia macasana
- Catoblepia magnalis
- Catoblepia midas
- Catoblepia oethon
- Catoblepia orgetorix
- Catoblepia placita
- Catoblepia rivalis
- Catoblepia singularis
- Catoblepia soranus
- Catoblepia sosigenes
- Catoblepia spintasus
- Catoblepia sticheli
- Catoblepia unditaenia
- Catoblepia velata
- Catoblepia vercingetoryx
- Catoblepia versitincta
- Catoblepia vicenciona
- Catoblepia xanthicles
- Catoblepia xanthus